# Arhiducele Carol de Austria
Arhiducele Carol de Austria (în germană Erzherzog Karl von Österreich, cunoscut și drept Karl von Österreich-Teschen) (n. 5 septembrie 1771, Florența, Marele Ducat de Toscana – d. 30 aprilie 1847, Viena, Imperiul Austriac) a fost un feldmareșal austriac, fiul împăratului Leopold al II-lea și al soției sale Infanta Maria Luisa de Spania. A fost de asemenea fratele mai tânăr al lui Francisc I al Austriei. Deși era epileptic, Carol a ajuns să fie respectat atât în calitate de comandant, cât și în calitate de reformator al armatei austriece.

## Copilăria și începuturile carierei
Carol s-a născut în Florența, Italia. Datorită generozității tatălui său, a fost adoptat și crescut la Viena de către mătușa sa care nu avea copii, Maria Cristina de Austria și soțul ei Albert de Saxe-Teschen. Tinereța și-a petrecut-o în Toscana, la Viena și în Olanda austriacă, unde și-a început cariera de serviciu militar în războiul Revoluției Franceze. A comandat o brigadă în Bătălia de la Jemappes și în campania din 1793 s-a distins în Acțiunea de la Aldenhoven și Bătălia de la Neerwinden. În acest an a devenit Statthalter în Belgia și a fost avansat în gradul de locotenent feldmareșal. Această promovare a fost curând urmată de înaintarea în gradul de Feldzeugmeister. Pe parcursul războiului din Țările de Jos a deținut comenzi înalte și a fost prezent în Bătălia de la Fleurus.
În 1795 a luptat pe Rin și în anul următor i s-a predat comanda tuturor forțelor austriece de pe acel râu. Abordarea sa a operațiunilor împotriva lui Jourdan și Moreau din 1796 l-au înscris de îndată printre marii generali ai Europei. La început retrăgându-se cu atenție și evitând luarea vreunei decizii, a mărșăluit în final, lăsând un sector liber în fața lui Moreau. Năpustindu-se asupra lui Jourdan, l-a învins în bătăliile de la Amberg și Würzburg și l-a alungat peste Rin, cauzându-i mari pierderi. S-a îndreptat apoi spre armata lui Moreau, pe care a înfrânt-o și obligat-o să se retragă din Germania.

## Războaiele napoleoniene

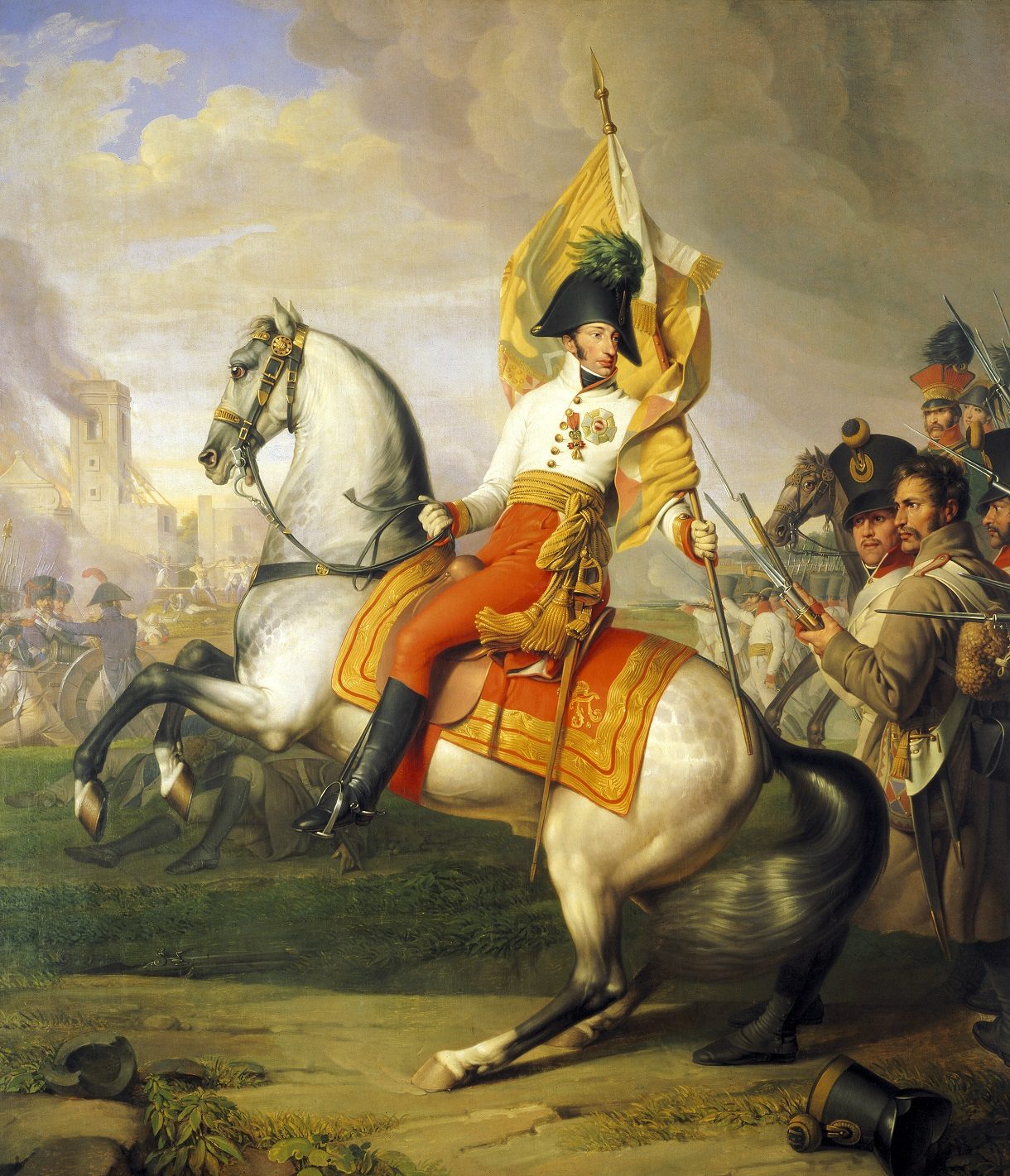
Victoriosul arhiduce Carol de Austria în timpul Bătăliei de la Aspern-Essling (21-22 mai, 1809)

În 1797 a fost trimis pentru a opri victoriosul marș al generalului Bonaparte prin Italia și a organizat retragerea austriecilor depășiți de situație, cu multă îndemânare. În campania din 1799 s-a confruntat din nou cu Jourdan, pe care la învins în bătăliile de la Osterach și Stockach, profitând de succesul său prin invadarea Elveției și înfrângerea lui Masséna în Prima bătălie de la Zürich, după care s-a întors în Germania și i-a alungat pe francezi peste Rin pentru a doua oară.
Cu toate acestea, starea precară a sănătății l-a forțat să se retragă în Boemia, însă curând a fost chemat pentru a prelua sarcina de a stăvili înaintarea lui Moreau către Viena. Totuși, rezultatul Bătăliei de la Hohenlinden a pus capăt încercării iar arhiducele a fost nevoit să semneze armistițiul de la Steyr. Popularitatea sa ajunsese acum atât de mare, încât dieta de la Regensburg a decis să ridice o statuie în onoarea sa și să-i acorde titlul de salvator al țării sale, însă Carol a refuzat ambele onoruri.
În scurtul și dezastruosul război din 1805, arhiducele Carol a comandat ceea ce trebuia să fie armata principală din Italia, dar evenimentele au transformat Germania în teatrul decisiv de operațiuni; Austria a fost învinsă pe Dunăre iar arhiducele a fost înfrânt de Massena în Bătălia de la Caldiero. Odată cu semnarea păcii, și-a început munca activă de reorganizare a armatei, care a fost testată pentru prima oară în 1809. În calitate de generalissim al armatei, fusese avansat în gradul de feldmareșal cu câțiva ani înainte.
În 1806 împăratul Francisc al II-lea (acum Francisc I al Austriei) l-a numit pe arhiducele Carol comandant suprem al armatei austriece, precum și președinte al Consiliului Aulic de Război. Ajutat de prestigiul de a fi singurul general care se dovedise capabil să-i învingă pe francezi, a inițiat prompt un plan radical de reformă, care a înlocuit metodele învechite din secolul 18. Principalele caracteristici ale noii reforme erau adoptarea principiului de națiune înrolată și adoptarea organizării și tacticilor de război ale francezilor. Noua armată a fost surprinsă în procesul de tranziție de războiul din 1809, în care Carol a avut rangul de comandant suprem iar cu toate acestea s-a dovedit un oponent mult mai formidabil decât vechea armată și, împotriva acum eterogenei armate de care dispunea Napoleon, a fost înfrântă numai după o luptă disperată.
Victoriile inițiale au fost anulate de insuccesele de la Abensberg, Landshut și Eckmühl însă, după evacuarea Vienei, arhiducele a câștigat marea Bătălie de la Aspern-Essling iar curând după aceea a luptat în și mai disperata Bătălie de la Wagram, la sfârșitul căreia austriecii au fost învinși, dar nu alungați. I-au cauzat lui Napoleon pierderi de aproape 50.000 de oameni în cele două bătălii. La finalul campaniei, arhiducele a cedat toate atribuțiile sale militare.

## Viața târzie

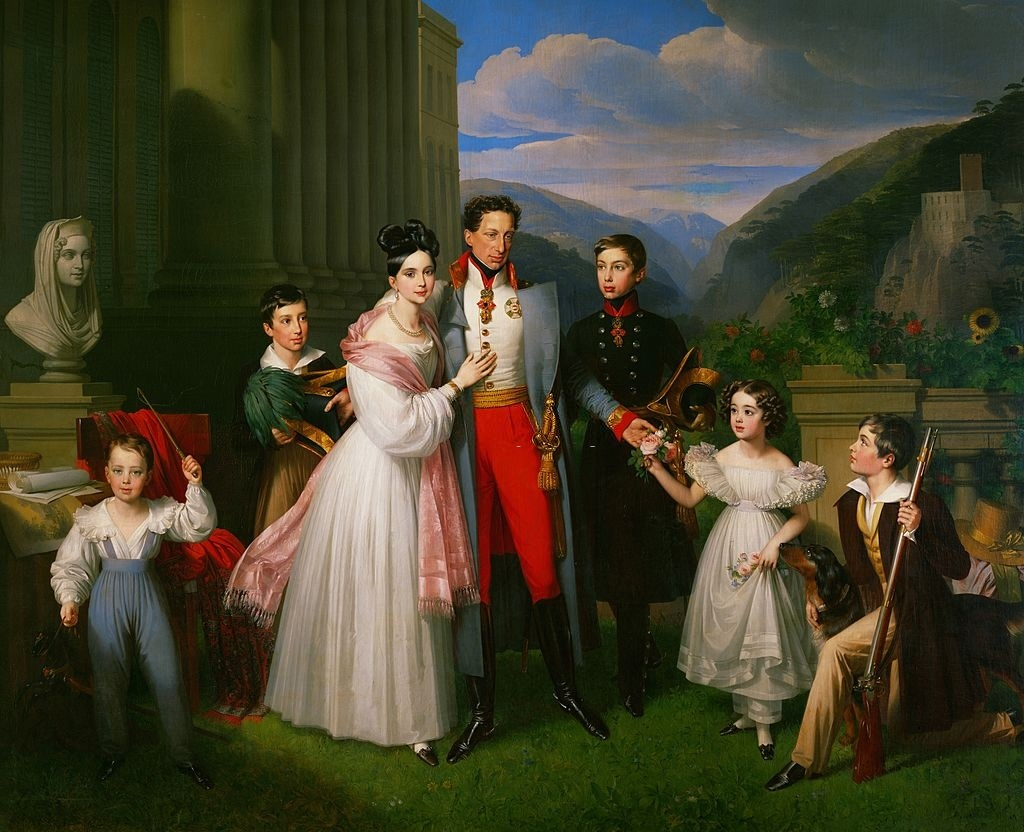
Arhiducele Carol împreună cu familia

Atunci când Austria s-a alăturat aliaților în timpul Războiului celei de-a Șasea Coaliții, lui Carol nu i s-a acordat vreun post, astfel că funcția de comandant suprem al Marii Armate aliate din Boemia i-a revenit prințului de Schwarzenberg. Carol și-a petrecut restul vieții în rezervă, cu excepția unei scurte perioade în 1815, când a fost guvernator militar al Fortăreței Mainz. În 1822 a moștenit ducatul de Saxe-Teschen.
Pe 17 septembrie 1815, Carol s-a însurat cu prințesa Henrietta de Nassau-Weilburg (1797-1829). Ea era fiica lui Frederic Wilhelm de Nassau-Weilburg și a soției sale Louise Isabelle de Kirchberg.
Frederic Wilhelm era cel mai vârstnic fiu în viață al lui Carol Cristian de Nassau-Weilburg și al prințesei Wilhelmina Carolina de Orange-Nassau.
Wilhelmina Carolina era o fiică de-a lui William al IV-lea, prinț de Orange și a Anei de Hanovra. Ana era la rândul ei cea mai mare fiică a lui George al II-lea al Marii Britanii și a Carolinei de Ansbach.
Carol a murit la Viena pe 30 aprilie 1847. Trupul său este depus în mormântul 122 din Noul Seif al Criptei Imperiale din Viena. O statuie ecvestră a fost ridicată în memoria sa în Heldenplatz, la Viena, în 1860.

## Evaluare a realizărilor sale
Prudența pe care arhiducele a adoptat-o ca subiect în lucrările sale strategice a fost pusă în practică numai când situația părea să o ceară, deși educația sa a favorizat defensiva cu orice preț. Era în același timp capabil să formeze și să execute cea mai îndrăzneață strategie ofensivă, iar abilitățile sale tactice în manevrarea trupelor (fie că erau mișcări ample de învăluire, ca la Würzburg și Zürich, sau mișcări în masă, ca la Aspern și Wagram) erau, cu câteva excepții, în mod cert egale cu cele ale oricărui lider din acea vreme.
Campania sa din 1796 este considerată aproape perfectă. Faptul că a susținut o înfrângere în 1809 a fost cauzat pe de o parte de marea superioritate numerică a francezilor și aliaților acestora, iar pe de altă parte de condiția noilor trupe reorganizate. Inactivitatea sa timp de șase săptămâni după victoria de la Aspern este, cu toate acestea, deschisă pentru critici nefavorabile. În calitate de scriitor militar, poziția sa în evoluția artei războiului este foarte importantă, iar doctrinele sale aveau, desigur, cea mai mare greutate. Totuși, ele pot fi considerate învechite chiar și în 1806. Prudența și importanța punctelor strategice sunt elementele cheie ale acestui sistem. Rigiditatea strategiei sale geografice poate fi cauzată de faptul că nu trebuie să existe nicio abatere de la acest principiu.
El repetă în mod continuu sfatul, că nimic nu ar trebui periclitat decât dacă armata este în completă siguranță, o regulă pe care el însuși a neglijat-o cu rezultate atât de strălucite în 1796. Punctele strategice, spune el, nu înfrângerea armatei inamice, decid soarta țării cuiva, și trebuie să rămână în mod constant grija principală a generalului, un maxim a cărui invaliditate a fost atât de clar dovedită în războiul din 1809. Editorul lucrărilor arhiducelui nu poate opune decât o slabă apărare împotriva reproșului lui Clausewitz, care afirma că Carol acorda mai multă atenție teritoriului decât anihilării inamicului. În scrierile sale tactice, același spirit este evident. Rezerva pe care o păstra întotdeauna în bătălii avea scopul de a acoperi o eventuală retragere.

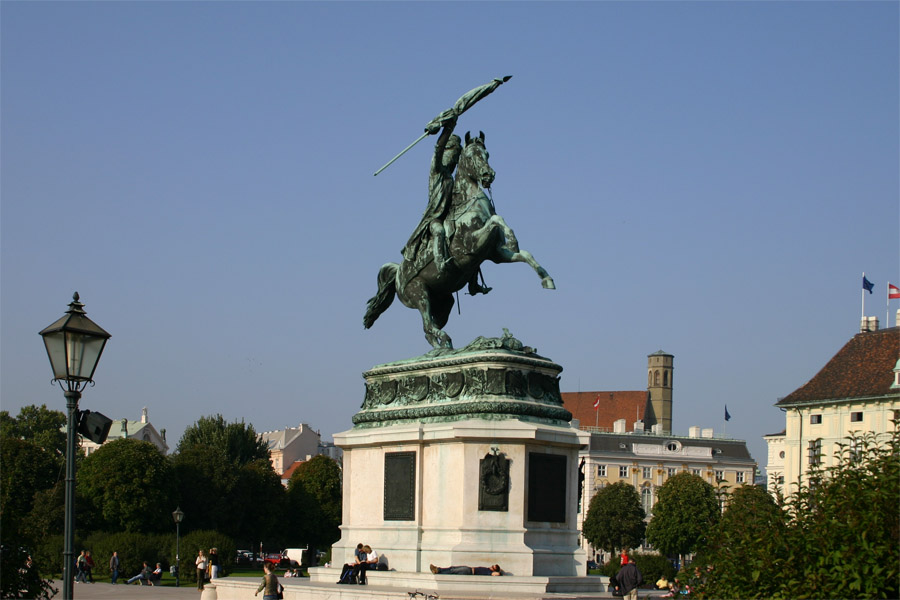
Statuia arhiducelui Carol din Heldenplatz, Viena

Influența nefastă a acestor principii învechite a fost evidențiată în mod clar în păstrarea orașului Königgratz-Josefstadt în 1866 drept punct strategic, care a fost preferată în defavoarea înfrângerii armatelor prusace separate, și în planurile ciudate elaborate la Viena pentru campania din 1859 și, de asemenea, în neinteligibila Bătălie de la Montebello din același an. Teoria și practica arhiducelui Carol formează unul dintre cele mai curioase contraste din istoria militară. În prima are o atitudine ireală, în cealaltă a depus, împreună cu mari abilități, o activitate plină de viață, ceea ce l-a transformat un timp îndelungat în cel mai formidabil oponent al lui Napoleon.
Pe câmpul de bătălie, este probabil corect a spune că Carol a fost comparabil în abilități și stil cu Sir Arthur Wellesley, primul duce de Wellington - destul de conservativ și, cu toate acestea, extrem de competent. Wellington este mai bine cunoscut posterității deoarece a comandat una dintre cele două armate aliate în timpul victoriei finale decisive a războaielor napoleoniene (Bătălia de la Waterloo din 1815), deși reputația superioară a lui Wellington se datorează poate și faptului că l-a întâlnit o singură dată pe Napoleon, în timp ce Carol a fost comandantul care s-a confruntat cu Napoleon de cele mai multe ori. Cu aceste ocazii, tacticile de nădejde și totuși lipsite de imaginație de care era pasionat Carol nu au fost suficiente, cu o singură excepție la Aspern-Essling, pentru a-l înfrânge pe imprevizibilul corsican. Cu toate acestea, Carol este un membru al panteonului faimoaselor figuri napoleonice care îi include pe împărat însuși, Louis Nicolas Davout, Carol de Schwarzenberg, Alexandr Suvorov, Gebhard Leberecht von Blücher și mai sus menționatul duce de Wellington.

## Familie și urmași
Carol și Henrietta au avut șapte copii:
- Arhiducesa Maria Tereza de Austria (31 iulie 1816 - 8 august 1867). S-a măritat cu Ferdinand al II-lea al Celor Două Sicilii.
- Arhiducele Albert, duce de Teschen (3 august 1817 - 2 februarie 1895).
- Arhiducele Carol Ferdinand de Austria (29 iulie 1818 - 20 noiembrie 1874). S-a însurat cu Arhiducesa Elisabeta Franziska de Austria.
- Arhiducele Frederic Ferdinand de Austria (14 mai 1821 - 5 octombrie 1847).
- Arhiducele Rudolf de Austria (25 septembrie - 11 octombrie 1822).
- Arhiducesa Maria Carolina de Austria (10 septembrie 1825 - 17 iulie 1915). S-a măritat cu arhiducele Rainer de Austria, al treilea fiu al lui Rainer Iosif și al prințesei Elisabeta de Savoia-Carignano.
- Arhiducele Wilhelm Franz de Austria (21 aprilie 1827 - 29 iulie 1894).

## Lucrări
- Grundsätze der Kriegskunst für die Generale (1806)
- Grundsätze der Strategie erläutert durch die Darstellung des Feldzugs 1796 (1814)
- Geschichte des Feldzugs von 299 (1819)